# Belgique aux Jeux olympiques d'été de 1988
L'équipe de Belgique olympique a remporté 2 médailles (2 en bronze) lors de ces Jeux olympiques d'été de 1988 à Séoul, se situant à la 44e place des nations au tableau des médailles.
Le rameur Dirk Crois est le porte-drapeau d'une délégation belge comptant 59 sportifs (35 hommes et 24 femmes).

## Liste des médaillés belges

### Médailles d'or
| Sport              | Discipline | Sportifs | Performance |
| Médailles d'or : 0 |            |          |             |

### Médailles d'argent
| Sport                  | Discipline | Sportifs | Performance |
| Médailles d'argent : 0 |            |          |             |

### Médailles de bronze
| Sport                   | Discipline      | Sportifs            | Performance |
| Médailles de bronze : 2 |                 |                     |             |
| Judo                    | Poids mi-lourds | Robert van de Walle |             |
| Tir                     | Fosse olympique | Frans Peeters       | 219 pts     |

## Engagés belges par sport

### Aviron
- Rita Defauw
- Lucia Focque
- Wim Van Belleghem

## Sources
- (en) « Belgium at the 1988 Seoul Summer Games », sur sports-reference.com.